# Jan Schäfer
Jan Schäfer (Dresden, Saxónia, 18 de outubro de 1974) é um ex-canoísta alemão especialista em provas de velocidade.

## Carreira
Foi vencedor da medalha de prata em K-4 1000 m com os seus colegas de equipa Mark Zabel, Björn Bach e Stefan Ulm em Sydney 2000.